# 黒松秀三郎
黒松 秀三郎（くろまつ ひでさぶろう）は日本のテニス選手。鹿児島県出身。
東海高等学校から早稲田大学に進学。早稲田大学4年の1964年に全日本学生庭球選手権大会の男子ダブルスで優勝した。
卒業後は朝日生命保険に入社した。毎日テニス選手権では1966年の第45回で一般男子シングルス優勝、ダブルスではこの年に加えて1969年、1970年の3度優勝している。1970年、デビスカップ日本代表に選出される。
現役引退後は朝日生命テニス部監督を務め、1989年にはテニス日本リーグの特別賞を、1990年には日本テニス協会の優秀指導者賞を、それぞれ受賞している。2002年にテニス部が廃部となったときは朝日生命保険テニス教室の校長であった。
姉はテニス選手の高橋（旧姓・黒松）和子。